# Ванесса Менга
Ванесса Менга (порт. Vanessa Menga; нар. 20 жовтня 1976) — колишня бразильська тенісистка.
Найвищу одиночну позицію світового рейтингу — 163 місце досягла 22 лютого 1999, парну — 93 місце — 7 червня 1999 року.
Здобула 3 одиночні та 33 парні титули туру ITF.
Найвищим досягненням на турнірах Великого шолома було 3 коло в парному розряді.
Завершила кар'єру 2003 року.

## Фінали ITF

### Одиночний розряд: 9 (3–6)
| турніри $100,000 |
| турніри $75,000  |
| турніри $50,000  |
| турніри $25,000  |
| турніри $10,000  |

| Результат | Ранг | Дата              | Турнір                            | Покриття | Суперниця       | Рахунок       |
| --------- | ---- | ----------------- | --------------------------------- | -------- | --------------- | ------------- |
| Поразка   | 1.   | 8 липня 1996      | ITF Сан-Паулу, Бразилія           | Ґрунт    | Джоелл Шад      | 1–6, 1–6      |
| Поразка   | 2.   | 27 жовтня 1996    | ITF Ріу-Гранді-ду-Сул, Бразилія   | Тверде   | Андреа Віейра   | 0–6, 2–6      |
| Перемога  | 3.   | 14 вересня 1997   | ITF Ла-Пас, Болівія               | Ґрунт    | Лаура Монтальво | 6–3, 7–5      |
| Поразка   | 4.   | 20 жовтня 1997    | ITF Нову-Амбургу, Бразилія        | Ґрунт    | Лаура Монтальво | 3–6, 0–6      |
| Перемога  | 5.   | 11 травня 1998    | ITF Поса-Ріка, Мексика            | Тверде   | Аліна Жидкова   | 6–2, 6–7, 6–1 |
| Перемога  | 6.   | 6 вересня 1998    | ITF Манаус, Бразилія              | Тверде   | Дора Крстулович | 1–6, 6–1, 6–2 |
| Поразка   | 7.   | 22 листопада 1998 | ITF Каракас, Венесуела            | Тверде   | Морін Дрейк     | 1–6, 2–6      |
| Поразка   | 8.   | 30 листопада 1998 | ITF Гвадалахара, Мексика          | Ґрунт    | Каталін Мароші  | 5–7, 3–6      |
| Поразка   | 9.   | 22 липня 2001     | ITF Сан-Жозе-дус-Кампус, Бразилія | Тверде   | Седа Норландер  | 1–6, 3–6      |

### Парний розряд: 54 (33–21)
| Результат | Ранг | Дата              | Турнір                           | Покриття | Партнерка            | Суперниці                                       | Рахунок            |
| --------- | ---- | ----------------- | -------------------------------- | -------- | -------------------- | ----------------------------------------------- | ------------------ |
| Перемога  | 1.   | 3 травня 1993     | ITF Балагер, Іспанія             | Ґрунт    | Мелісса Бідмен       | Йоланда Клемот Анхелес Монтоліо                 | 6–2, 6–2           |
| Поразка   | 2.   | 21 березня 1994   | Кастельйон-де-ла-Плана, Іспанія  | Ґрунт    | Марія Інес Араїс     | Івана Гаврлікова Патрісія Маркова               | 6–4, 3–6, 3–6      |
| Перемога  | 3.   | 4 квітня 1994     | Мурсія, Іспанія                  | Ґрунт    | Івана Гаврлікова     | Їндра Габрішова Домініка Горецька               | 6–3, 6–1           |
| Перемога  | 4.   | 12 вересня 1994   | Манісалес, Колумбія              | Ґрунт    | Гвадалупе Бугальйо   | Марія Долорес Кампана Марія Фернанда Ланда      | 2–6, 6–4, 7–5      |
| Поразка   | 5.   | 19 вересня 1994   | Гуаякіль, Еквадор                | Ґрунт    | Лусіана Телла        | Паула Кабесас Емілі Вікейра                     | 4–6, 4–6           |
| Перемога  | 6.   | 26 вересня 1994   | Ліма, Перу                       | Ґрунт    | Лусіана Телла        | Лаура Аррая Марія Еухенія Рохас                 | 6–4, 6–3           |
| Поразка   | 7.   | 30 жовтня 1994    | Сан-Паулу, Бразилія              | Ґрунт    | Міріам Д'Агостіні    | Лусіана Телла Андреа Віейра                     | 6–4, 3–6, 1–6      |
| Перемога  | 8.   | 28 листопада 1994 | Сан-Паулу, Бразилія              | Ґрунт    | Лусіана Телла        | Карміна Хіральдо Паула Уманья                   | 6–2, 6–3           |
| Поразка   | 9.   | 8 травня 1995     | Мульєт-да-Паралаза, Іспанія      | Ґрунт    | Маріана Еберле       | Марта Кано Нурія Монтеро                        | 5–7, 4–6           |
| Поразка   | 10.  | 17 липня 1995     | Сантус (Сан-Паулу), Бразилія     | Ґрунт    | Валентіна Соларі     | Хімена Родрігес Джоелл Шад                      | 7–5, 3–6, 1–6      |
| Перемога  | 11.  | 31 липня 1995     | Бразиліа, Бразилія               | Ґрунт    | Андреа Віейра        | Херальдін Айсенберг Джоелл Шад                  | 6–4, 6–2           |
| Перемога  | 12.  | 20 листопада 1995 | Сан-Паулу, Бразилія              | Ґрунт    | Андреа Віейра        | Еуженія Мая Лусіана Телла                       | 7–6(7–3), 6–3      |
| Перемога  | 13.  | 4 грудня 1995     | Сан-Паулу, Бразилія              | Тверде   | Лусіана Телла        | Нанні де Вільєрс Каталін Мароші                 | 6–3, 6–2           |
| Перемога  | 14.  | 24 червня 1996    | Кампу-Гранді, Бразилія           | Тверде   | Еуженія Мая          | Крістіна Феррейра Сузана Родрігес               | 1–6, 6–3, 6–3      |
| Поразка   | 15.  | 1 липня 1996      | Сантус (Сан-Паулу), Бразилія     | Ґрунт    | Джоелл Шад           | Лусіана Телла Андреа Віейра                     | 6–3, 1–6, 3–6      |
| Перемога  | 16.  | 8 липня 1996      | Сан-Паулу, Бразилія              | Ґрунт    | Джоелл Шад           | Лусіана Телла Рената Діес                       | 6–7(6–8), 6–3, 6–2 |
| Поразка   | 17.  | 24 листопада 1996 | Сан-Паулу, Бразилія              | Ґрунт    | Міріам Д'Агостіні    | Кара Блек Ірина Селютіна                        | 6–3, 3–6, 2–6      |
| Поразка   | 18.  | 28 вересня 1997   | Сан-Мігель-де-Тукуман, Аргентина | Ґрунт    | Міріам Д'Агостіні    | Кара Блек Селютіна Ірина Геннадіївна            | 3–6, 1–6           |
| Поразка   | 19.  | 6 жовтня 1997     | Монтевідео, Уругвай              | Ґрунт    | Лаура Берналь        | Моніка Машталіржова Паула Раседо                | 1–6, 6–4, 4–6      |
| Перемога  | 20.  | 18 жовтня 1997    | Асунсьйон, Парагвай              | Ґрунт    | Ларісса Шерер        | Моніка Машталіржова Паула Раседо                | w/o                |
| Поразка   | 21.  | 20 жовтня 1997    | Novo Hamburgo, Бразилія          | Ґрунт    | Міріам Д'Агостіні    | Жоана Кортез Ана-Паула Занноні                  | 3–6, 7–6(7–4), 1–6 |
| Поразка   | 22.  | 2 листопада 1997  | Можі-дас-Крузіс, Бразилія        | Ґрунт    | Міріам Д'Агостіні    | Лаура Монтальво Мерседес Пас                    | 2–6, 0–6           |
| Перемога  | 23.  | 23 листопада 1997 | Сан-Паулу, Бразилія              | Ґрунт    | Міріам Д'Агостіні    | Селесте Контін Сінтія Торторелла                | 6–1, 6–3           |
| Перемога  | 24.  | 14 грудня 1997    | Богота, Колумбія                 | Ґрунт    | Міріам Д'Агостіні    | Еуженія Мая Ларісса Шерер                       | 6–2, 6–2           |
| Поразка   | 25.  | 4 травня 1998     | Тампіко, Мексика                 | Тверде   | Паула Кабесас        | Адрія Енґел Аліна Жидкова                       | 6–7, 5–7           |
| Перемога  | 26.  | 11 травня 1998    | Поса-Ріка, Мексика               | Тверде   | Паула Кабесас        | Адрія Енґел Аліна Жидкова                       | 3–6, 6–2, 6–2      |
| Перемога  | 27.  | 18 травня 1998    | Коацакоалькос, Мексика           | Тверде   | Паула Кабесас        | Адрія Енґел Аліна Жидкова                       | 6–3, 6–2           |
| Поразка   | 28.  | 6 липня 1998      | Віго, Іспанія                    | Ґрунт    | Паула Раседо         | Лурдес Домінгес Ліно Елена Сальвадор            | 1–6, 6–4, 2–6      |
| Перемога  | 29.  | 18 липня 1998     | Гечо, Іспанія                    | Ґрунт    | Лурдес Домінгес Ліно | Хотта Томое Петра Рампре                        | 3–6, 6–4, 7–5      |
| Перемога  | 30.  | 22 листопада 1998 | Каракас, Венесуела               | Тверде   | Алісія Ортуньйо      | Морін Дрейк Кароліна Шнайдер                    | 6–3, 5–7, 6–3      |
| Перемога  | 31.  | 12 вересня 1999   | Мехіко, Мексика                  | Ґрунт    | Жоана Кортез         | Мелоді Фалько Джоелл Шад                        | 6–4, 6–2           |
| Перемога  | 32.  | 12 червня 2000    | Градо, Італія                    | Ґрунт    | Алісія Ортуньйо      | Лурдес Домінгес Ліно Марія Хосе Мартінес Санчес | 3–6, 7–5, 6–1      |
| Перемога  | 33.  | 19 червня 2000    | Градо, Італія                    | Ґрунт    | Алісія Ортуньйо      | Мая Матевжич Драгана Зарич                      | 4–6, 6–4, 6–1      |
| Перемога  | 34.  | 7 серпня 2000     | Карфаген, Туніс                  | Ґрунт    | Алісія Ортуньйо      | Б'янка Кампер Катерина Кожокіна                 | 6–2, 6–1           |
| Перемога  | 35.  | 9 жовтня 2000     | Мехіко, Мексика                  | Тверде   | Жоана Кортез         | Кірстін Фрає Келлі Лігган                       | 5–3, 5–4(6–4), 4–0 |
| Поразка   | 36.  | 7 січня 2001      | Сан-Паулу, Бразилія              | Тверде   | Міріам Д'Агостіні    | Кларіса Фернандес Роміна Оттобоні               | 1–6, 6–7(6–8)      |
| Перемога  | 37.  | 14 травня 2001    | Турин, Італія                    | Ґрунт    | Меліса Аревало       | Лусіана Масанте Даніела Олівера                 | 7–5, 6–2           |
| Перемога  | 38.  | 21 травня 2001    | Гімарайнш, Португалія            | Тверде   | Галина Фокіна        | Ленка Ценкова Магдалена Зденовкова              | 6–2, 6–1           |
| Перемога  | 39.  | 28 травня 2001    | Б'єлла, Італія                   | Ґрунт    | Жоана Кортез         | Даніела Клеменшиц Сандра Клеменшиц              | 7–6(7–4), 4–6, 6–3 |
| Перемога  | 40.  | 4 червня 2001     | Галатіна, Італія                 | Ґрунт    | Даллі Рандріантефі   | Бахія Мухтассен Андрея Ехрітт-Ванк              | 3–6, 6–0, 7–5      |
| Перемога  | 41.  | 25 червня 2001    | Фонтанафредда, Італія            | Ґрунт    | Жоана Кортез         | Меліса Аревало Наталія Гуссоні                  | 6–3, 6–3           |
| Поразка   | 42.  | 22 липня 2001     | Сан-Жозе-дус-Кампус, Бразилія    | Тверде   | Меліса Аревало       | Бруна Колозіу Карла Тіене                       | 3–6, 5–7           |
| Перемога  | 43.  | 17 вересня 2001   | Сан-Жозе-дус-Кампус, Бразилія    | Ґрунт    | Даніела Олівера      | Жоана Кортез Кончіта Мартінес Гранадос          | 4–6, 7–5, 6–3      |
| Перемога  | 44.  | 23 вересня 2001   | Сан-Паулу, Бразилія              | Тверде   | Карла Тіене          | Меліса Аревало Хорхеліна Краверо                | 6–3, 6–1           |
| Перемога  | 45.  | 29 січня 2002     | Сальтільйо, Мексика              | Тверде   | Меліса Аревало       | Кароліне Анн Базу Даніела Олівера               | 4–6, 6–4, 7–5      |
| Перемога  | 46.  | 6 квітня 2002     | Монтеррей, Мексика               | Тверде   | Меліса Аревало       | Марія Фернанда Алвеш Ольга Калюжная             | 6–2, 6–1           |
| Поразка   | 47.  | 11 лютого 2002    | Матаморос (Тамауліпас), Мексика  | Тверде   | Меліса Аревало       | Хорхеліна Краверо Карла Тіене                   | 2–6, 6–2, 5–7      |
| Поразка   | 48.  | 18 лютого 2002    | Сьюдад-Вікторія, Мексика         | Тверде   | Меліса Аревало       | Хорхеліна Краверо Карла Тіене                   | 2–6, 5–7           |
| Поразка   | 49.  | 31 березня 2002   | Сан-Луїс-Потосі, Мексика         | Ґрунт    | Карла Тіене          | Домініка Лузарова Аранча Парра Сантонха         | 5–7, 6–4, 3–6      |
| Поразка   | 50.  | 6 квітня 2002     | Белу-Оризонті, Бразилія          | Тверде   | Марія Фернанда Алвеш | Селесте Контін Роміна Оттобоні                  | 4–6, 6–2, 5–7      |
| Перемога  | 51.  | 9 червня 2002     | Казерта, Італія                  | Ґрунт    | Еріка Краут          | Мая Палавершич Марі-Ев Пеллетьє                 | 6–4, 6–4           |
| Поразка   | 52.  | 1976              | ITF Маямі, США                   | Тверде   | Бруна Колозіу        | Бо Джонс Анжела Жгуна                           | 4–6, 6–4, 4–6      |
| Перемога  | 53.  | 31 березня 2003   | ITF Неаполь, Італія              | Ґрунт    | Штефані Гайднер      | Оана Елена Голімбйоскі Естер Мольнар            | 7–6(8–6), 6–3      |
| Поразка   | 54.  | 7 листопада 2005  | ITF Сан-Паулу, Бразилія          | Тверде   | Андреа Віейра        | Ана Клара Дуарте Роксане Вайзенберг             | 6–3, 5–7, 4–6      |